# Éric Cantona
Éric Daniel Pierre Cantona (* 24. Mai 1966 in Marseille) ist ein französischer Schauspieler und ehemaliger Fußballspieler, Fußballfunktionär sowie Beachsoccer-Spielertrainer.
Cantona gewann mit Olympique Marseille zweimal die Französische Meisterschaft (1989, 1991) sowie einmal den Französischen Pokal (1989). Er wurde zum HSC Montpellier ausgeliehen und gewann auch dort den Französischen Pokal (1990). Mit Leeds United wurde er Englischer Meister (1992) und gewann auch den Charity Shield (1992). Nach seinem Wechsel zu Manchester United konnte er sowohl die Premier-League (1993, 1994, 1996, 1997) als auch den Charity Shield (1993, 1994, 1996, 1997) viermal gewinnen. Den FA Cup gewann er mit Manchester zweimal (1994, 1996).
Éric Cantona gewann auch die FIFA-Beachsoccer-Weltmeisterschaft 2005.

## Jugend
Éric Cantona wurde am 24. Mai 1966 in Marseille als Sohn von Albert Cantona und Éléonore Raurich geboren. Sein Großvater väterlicherseits, Joseph, stammte aus Sardinien, die Vorfahren seiner Mutter waren katalanische Widerstandskämpfer, die sich nach dem spanischen Bürgerkrieg und der anschließenden Franco-Diktatur nach Frankreich abgesetzt hatten. Mit Jean-Marie (* 1962) und Joël (* 1967) hat Cantona zwei Brüder. Die Familie bewohnte eine einfache Behausung im Stadtviertel Les Caillols (12. Arrondissement) im Osten Marseilles. Das Elternhaus war künstlerisch geprägt, denn neben seinem Beruf als Krankenpfleger widmete sich Vater Albert der Malerei. Die gemeinsamen Besuche der Heimspiele von Olympique Marseille im Stade Vélodrome lösten bei Cantona eine Fußball-Begeisterung aus und mit sechs Jahren begann er mit organisierten Jugendfußball. Zunächst spielte er als Torwart für den lokalen Verein Sports Olympiques Caillolais, später wurde er Stürmer.
1981 verließ Cantona seine Heimatstadt und wechselte als 15-Jähriger in die Nachwuchsabteilung der AJ Auxerre. Die Vereinsphilosophie des Erstligisten war auf die gezielte Förderung junger Talente ausgelegt, weshalb man als einer der ersten Klubs eine professionelle Jugendakademie (centre de formation) gegründet hatte. Cheftrainer der Profimannschaft war der legendäre Guy Roux. Im Mai 1982 wurde Cantona erstmalig für die französische U17-Nationalmannschaft nominiert.

## Vereinskarriere

### Frankreich
Am 17. Spieltag der Saison 1983/84 (5. November 1983) gab Cantona sein Profidebüt und stürmte beim 4:0-Sieg über die AS Nancy neben Andrzej Szarmach, der alle vier Tore erzielte. Doch „Ziehvater“ Roux baute den talentierten Nachwuchsstürmer behutsam auf und ließ ihn anschließend wieder in die Jugendmannschaft zurückkehren, die Cantona 1985 in einer Schlüsselrolle zum Gewinn der Coupe Gambardella führte.

„Ein Genie mit einem schwierigen Charakter. Ich wusste mit ihm umzugehen. Er hatte eine unruhige Kindheit, aber er brauchte jeden Tag viel Vertrauen und Wärme. Zwischen uns hat die Chemie gepasst (...)“

Sein erster Treffer in Frankreichs Division 1 gelang Cantona am 14. Mai 1985 gegen den FC Rouen (4:0). Um Spielpraxis und Erfahrung zu sammeln, wurde er im Oktober 1985 für einige Monate an den Zweitligisten FC Martigues ausgeliehen, für den er in 15 Einsätzen vier Tore erzielte. Noch während seiner Leihe, am 1. Februar 1986, unterzeichnete der 19-jährige Cantona einen Profivertrag für Auxerre und in der folgenden Saison 1986/87 gelang ihm der sportliche Durchbruch. Nach dem Abgang der etablierten Stürmer Andrzej Szarmach und Patrice Garande profilierte sich Cantona mit 13 Treffern in 36 Spielen als bester Torjäger seines Klubs, der am Saisonende den vierten Platz belegte und sich für den UEFA-Pokal qualifizierte. Cantona verfügte über die Qualität, Antizipation mit höchster Ballbeherrschung zu verbinden, was ihm zu einem effizienten Spielstil verhalf. Sein Markenzeichen war der lange Oberkörper, den er steif und ungewöhnlich aufrecht trug und ihm ein arrogantes Auftreten verlieh. Trotz seines unbestrittenen fußballerischen Talents, erwarb er sich bereits in der Frühphase seiner Laufbahn den Ruf eines zu Gewaltausbrüchen neigenden enfant terrible. Nach einem Trainings-Disput mit Torwart Bruno Martini, streckte er seinen Mitspieler durch einen Faustschlag nieder. Während seiner letzten Spielzeit im Auxerre-Trikot (1987/88) geriet Cantona erneut in die Schlagzeilen, als er im Pokalspiel gegen den FC Nantes wegen eines brutalen Tacklings an Michel Der Zakarian für drei Spiele gesperrt wurde. Für die AJ Auxerre absolvierte Cantona insgesamt 94 Pflichtspiele (29 Tore).
Im Juni 1988 kehrte Cantona in seine Heimatstadt zurück und wechselte zu Olympique Marseille, dem Lieblingsverein seiner Kindheit. Klubpräsident war der schillernde und exzentrische Unternehmer Bernard Tapie, der die damalige französische Rekordablöse von 22 Millionen Francs (umgerechnet 3,4 Millionen Euro) für den Transfer aufbrachte. In der Hinrunde der Saison 1988/89 erspielte sich Cantona, neben Jean-Pierre Papin und Klaus Allofs, auf Anhieb einen Stammplatz (fünf Tore in 22 Einsätzen), doch bereits nach einem halben Jahr kam es zum Eklat. Nach seiner Auswechselung im bedeutungslosen Testspiel gegen Torpedo Moskau, riss sich der jähzornige Cantona das Trikot vom Körper und warf es dem Schiedsrichter vor die Füße. Die Symbolik dieses Moments war ungeheuer und sollte den Spieler zeit seiner Karriere in Frankreich verfolgen. Mit dieser Respektlosigkeit brüskierte Cantona die Vereinsführung, die ihn kurz darauf für die restliche Saison an Girondins Bordeaux verlieh. Zwischen Februar und Mai 1989 erzielte Cantona für Bordeaux sechs Tore in elf Einsätzen, während Olympique Marseille ohne ihn das französische Double aus Meisterschaft und Pokal gewann.
Auch für die anschließende Saison 1989/90 wurde Cantona verliehen, nun an Montpellier HSC. Der südfranzösische Klub zählte vor Beginn der Spielzeit zu den Geheimfavoriten auf die Meisterschaft, konnte die ihm zugeschriebene Rolle jedoch nicht erfüllen. Trainer Aimé Jacquet gelang es insbesondere nicht, aus den Stürmern Stéphane Paille, Daniel Xuereb und Éric Cantona ein funktionierendes Ensemble zu formen. Montpellier blieb hinter den Erwartungen zurück und kämpfte lange gegen den Abstieg. Cantona lieferte einen weiteren Skandal, als er sich mit seinem Mitspieler Jean-Claude Lemoult prügelte. Die Situation eskalierte dadurch, dass er dem Mittelfeldspieler einen Schuh ins Gesicht warf. Viele seiner Teamkollegen wollten Cantona daraufhin nicht mehr in der Mannschaft sehen, allerdings sprachen sich die Führungsspieler Laurent Blanc und Carlos Valderrama für den Verbleib des sportlich wichtigen Exzentrikers aus. Cantona erhielt eine milde Strafe und wurde lediglich für zehn Tage vom Training suspendiert. Im Saisonendspurt zeigte sich sein Wert für die Mannschaft, als er mit fünf Toren in sechs Ligaspielen großen Anteil am Klassenerhalt hatte. Montpellier gewann am 2. Juni 1990 durch einen 2:1-Sieg über Racing Paris den französischen Pokal. Cantona blieb im Endspiel zwar ohne Torerfolg, war jedoch mit 14 Treffern wettbewerbsübergreifend erfolgreichster Torschütze des Klubs.
1990 unternahm Cantona einen zweiten Anlauf bei Olympique Marseille und kehrte zum französischen Serienmeister zurück. Unter den Trainern Gérard Gili und Franz Beckenbauer zeigte er zunächst ansprechende Leistungen (acht Tore in 16 Ligaspielen) und ergänzte sich mit Toptorjäger Jean-Pierre Papin. Nach einer schweren Knieverletzung verlor Cantona unter dem dritten Trainer der Saison, Raymond Goethals, seinen Stammplatz und kam in der zweiten Saisonhälfte kaum noch zum Einsatz. Zwar gewann er mit „OM“ 1990/91 erneut die französische Meisterschaft, gehörte aber weder im Pokalfinale (0:1 gegen AS Monaco) noch im Endspiel des Europapokals der Landesmeister (3:5 n. E. gegen FK Roter Stern Belgrad) zum Aufgebot. Cantona gab sich zunehmend verschlossen, ließ niemanden an sich heran und begegnete jedem mit Skepsis. Da er in den Planungen der sportlichen Leitung keine Rolle mehr spielte, verkaufte ihn Marseille im Sommer 1991 für zehn Millionen Francs (umgerechnet 1,5 Millionen Euro) an den Aufsteiger Olympique Nîmes. Zum Ende der Hinrunde haderte Cantona in der Partie gegen die AS Saint-Étienne (7. Dezember 1991) mit einer Schiedsrichterentscheidung und zeigte seinen Unmut dadurch, dass er dem Schiedsrichter den Ball ins Gesicht warf. Für diese Unsportlichkeit bekam er die Rote Karte und das Sportgericht verhängte daraufhin eine vierwöchige Sperre. Doch Cantona beschimpfte die Angehörigen des Gerichts im Rahmen seiner Anhörung persönlich als „Idioten“, weshalb die Sperre verdoppelt wurde. Cantonas Karriere schien endgültig aus dem Tritt geraten zu sein und am 16. Dezember 1991 erklärte er im Alter von nur 25 Jahren seinen Rücktritt vom Profifußball.

### England
Der französische Nationaltrainer Michel Platini war ein Förderer Cantonas und brachte ihn dazu, seine Rücktritts-Entscheidung zu überdenken. Allerdings hatte der unberechenbare Stürmer bereits für sechs verschiedene Vereine gespielt und trotz seiner unbestrittenen Qualität wollte ihn kein etablierter Klub mehr verpflichten. Platini und sein Assistent Gérard Houllier nutzten ihre Kontakte nach England, um Cantona einen Neustart im Ausland zu ermöglichen. Nachdem der FC Liverpool und Sheffield Wednesday eine Verpflichtung abgelehnt hatten, stimmte Leeds United einem Leihgeschäft zu und nahm ihn im Januar 1992 unter Vertrag. Cantona bestritt am 8. Februar 1992 gegen Oldham Athletic (0:2) seine erste Partie in der englischen First Division. Obwohl Trainer Howard Wilkinson den Neuzugang hauptsächlich als Einwechselspieler einsetzte, spielte Cantona im Titelrennen eine wichtige Rolle (drei Tore und sieben Vorlagen in 15 Einsätzen). Mit Leeds United gewann er am Saisonende 1991/92 die englische Meisterschaft – der erste Titel seit 17 Jahren. Der Klub verpflichtete Cantona nun fest und zahlte eine Ablösesumme in Höhe von 900.000 £. Am 15. August 1992 ging die neu gegründete Premier League an den Start und eine Woche vor Saisonbeginn traf Leeds United im traditionellen FA Community Shield auf den FC Liverpool. Beim 4:3-Sieg im Wembley-Stadion zeigte sich Cantona formstark und avancierte mit drei Toren zum Matchwinner. Leeds ging zwar als amtierender Meister in die Saison 1992/93, rutschte jedoch ins Tabellen-Mittelmaß ab. Trotz guter Leistungen Cantonas, der bis zum 15. Spieltag sechsmal getroffen hatte, galt sein Verhältnis zu Trainer Wilkinson als belastet. Als erstem Spieler der Premier-League-Geschichte gelang ihm beim 5:0-Sieg über Tottenham Hotspur ein Hattrick.
Nach einem mäßigen Saisonstart war Manchester Uniteds Trainer Alex Ferguson auf der Suche nach einem durchschlagskräftigen und kombinationssicheren Stürmer. Eher zufällig fiel die Wahl auf Cantona und Leeds United war bereit, den Franzosen für 1,2 Millionen £ an den Ligakonkurrenten abzugeben, der am 26. November 1992 als Neuverpflichtung der Red Devils vorgestellt wurde. Sein Debüt gab er am 18. Spieltag als Einwechselspieler gegen Manchester City (2:1). Bereits nach wenigen Wochen erwies sich Cantona als spektakulärer Glücksgriff und stellte sich als eine der wichtigsten Transferentscheidungen der Klubgeschichte heraus. Durch ihn änderte sich das gesamte Offensivspiel und der vermeintliche Skandalprofi hob die Red Devils auf ein neues Level. In den 17 Spielen vor seiner Ankunft hatte die Mannschaft im Schnitt ein Tor erzielt, mit ihm stieg die Quote auf durchschnittlich zwei Treffer. Aber Cantonas Wirkung war nicht nur eine sportliche. Ferguson bezeichnete den Franzosen nicht ohne Grund als seinen „Talisman“, übertrug sich dessen Selbstbewusstsein doch auf die gesamte Mannschaft.

„Dank Éric wurde auf einmal Individualtraining Teil unserer Kultur; die Bereitschaft, deine Fähigkeiten auch ohne das Beisein eines Trainers zu verbessern. Sein größter Beitrag war es, vorzuleben, wie der Beruf eines Fußballers auszusehen hatte.“

In seinen fünf Jahren bei Manchester United gewann der Verein vier englische Premier-League-Meisterschaften, darunter zweimal das begehrte „Double“ (Premier-League-Meisterschaft und FA Cup in einer Saison). Die Vielzahl seiner Erfolge und die herausragende Spielweise, gepaart mit oft nachteiligem, umstrittenem Verhalten, das ihm den Ruf eines „enfant terrible“ einbrachte, machten Éric Cantona zu einer der schillerndsten Persönlichkeiten im internationalen Fußball.

## Nationalmannschaft
Cantona debütierte am 12. August 1987 für die französische A-Nationalmannschaft und erzielte im Testspiel gegen Deutschland (2:1) in der 49. Spielminute den Anschlusstreffer. Nachdem Cantona den Nationaltrainer Henri Michel in einem Fernsehinterview öffentlich als sac á merde beleidigt hatte (1988), suspendierte ihn der Fußballverband FFF für ein Jahr von allen Nominierungen. Erst unter Michel Platini kam er am 16. August 1989 wieder zum Einsatz und meldete sich gleich mit einem Doppelpack gegen Schweden (4:2) eindrucksvoll zurück. Nachdem sich die Franzosen nicht für die WM 1990 qualifizieren konnten, nahmen sie 1992 an der Europameisterschaft in Schweden teil. Cantona stand im Aufgebot und kam in allen Gruppenspielen über die vollen 90 Minuten zum Einsatz, blieb allerdings ohne Torerfolg. Die hoch gehandelte Équipe Tricolore schied nach der Vorrunde aus.
In der folgenden WM-Qualifikation für das Turnier 1994 kam Cantona auf sechs Tore, allerdings verpasste Frankreich durch eine überraschende Niederlage gegen Bulgarien (1:2) erneut die WM. Nun übernahm Aimé Jacquet das Amt des Nationaltrainers und machte Cantona zum neuen Mannschaftskapitän. Doch bereits wenige Monate später wurde Cantona mit einer neunmonatigen Wettbewerbssperre belegt und nicht mehr für die Nationalmannschaft nominiert. Somit war der 1:0-Sieg über die Niederlande am 18. Januar 1995 sein letztes Länderspiel. Insgesamt war Cantona 45-mal zum Einsatz gekommen (20 Tore).

## Erfolge und Auszeichnungen

### Verein
Olympique Marseille (1988–1991)
- Französischer Meister (2): 1989, 1991
- Französischer Pokalsieger: 1989

HSC Montpellier (Leihe 1989–1990)
- Französischer Pokalsieger: 1990

Leeds United (1992)
- Englischer Meister: 1992
- Englischer Supercupsieger: 1992

Manchester United (1992–1997)
- Englischer Meister (4): 1993, 1994, 1996, 1997
- FA-Cup-Sieger (2): 1994, 1996
- Englischer Supercupsieger (4): 1993, 1994, 1996, 1997

### Nationalmannschaft
- U21-Europameister: 1988

### Persönliche Auszeichnungen
- Aufnahme in die Hall of Fame der Premier League
- Wichtigster Spieler des 20. Jahrhunderts für Manchester United (Fan-Award): 2000
- Bester Premier-League-Spieler aller Zeiten (Barclays Premiership Global Fans Report): 2005 (gewählt von 26.000 Fußballanhängern aus 170 Ländern, 17 % der Gesamtstimmen)
- Spieler des Jahres (FA): 1994
- Fußballer des Jahres (Football Writers’ Association, FWA): 1996
- Onze d’or (Onze Mondial): 1996
- UEFA President’s Award: 2019[26]

## Funktionärskarriere im Fußball
Im Januar 2011 verpflichtete der neu aufgestellte Klub New York Cosmos Cantona als Sportdirektor. Das neu gegründete Franchise spielt ab der Saison 2013 in der North American Soccer League. Cantona übernahm die Aufgabe, Spieler für das neue Franchise zu suchen und zu begeistern.

## Beachsoccer
Éric Cantona trieb ab 1999 als Spielertrainer und Organisator den Aufbau des professionellen französischen Beachsoccer maßgeblich voran. Unter seiner Führung triumphierte Frankreich schließlich bei der FIFA-Beachsoccer-Weltmeisterschaft 2005 in Rio de Janeiro.

### Erfolge als Spielertrainer (Beachsoccer)
- Vierter der Europameisterschaft mit der französischen Nationalmannschaft: 2004
- FIFA-Weltmeister mit der französischen Nationalmannschaft: 2005
- Vize-Europameister mit der französischen Nationalmannschaft: 2007

## Schauspielerkarriere
Seit seinem Rücktritt vom Fußball 1997 ist er vor allem in Frankreich als Schauspieler tätig.

„Im Fußball hat man einen Gegner. Als Filmschauspieler ist man sein eigener Gegner.“

Außerdem war Cantona in der „Joga Bonito“-Werbekampagne (portugiesisch für „spiele schön“) von Nike als Moderator zu sehen.

### Filmografie (Auswahl)
- 1995: Das Glück liegt in der Wiese (Le bonheur est dans le pré)
- 1997: Question d’honneur
- 1998: Elizabeth
- 1998: Mookie
- 1999: Ein Sommer auf dem Lande (Les enfants du marais)
- 2001: La grande vie!
- 2003: L’Outremangeur
- 2003: Les clefs de bagnole
- 2005: Une belle histoire
- 2005: La Vie est à nous!
- 2007: Le deuxième souffle
- 2008: Schwarzer Schmetterling (Papillon noir) (TV)
- 2008: Jack Says
- 2009: French Film
- 2009: Looking for Eric
- 2009: Auf der Todesliste (La Liste) (TV)
- 2011: Switch
- 2011: Rebellen am Ball
- 2013: The Class of ’92
- 2014: The Salvation – Spur der Vergeltung
- 2018: Ulysse & Mona
- 2019: Once (Musikvideo) Liam Gallagher[29]
- 2020: Aus der Spur / Kontrollverlust (Dérapages/Inhuman Resources), sechsteilige Serie, (TV)
- 2023: AKA
- 2024: The Killer

## Sonstiges
Cantonas Markenzeichen als Fußballspieler war es, seine Spiele mit aufgestelltem Kragen seines Trikots zu bestreiten.

„Das habe ich mir nicht im Voraus ausgedacht. In einem Spiel war es mal ziemlich kalt und mein Kragen blieb zufällig hochgestellt. Wir haben das Spiel gewonnen und dann habe ich es mir zur Gewohnheit gemacht, mit hochgestelltem Kragen zu spielen.“

### Kontroversen
Wirklich international bekannt wurde Cantona trotz seiner vielen sportlichen Erfolge durch einen Zwischenfall am 25. Januar 1995. Beim Spiel gegen Crystal Palace trat er im Kung-Fu-Stil einen Zuschauer, der ihn wegen seiner Nationalität beleidigt, bespuckt und den Hitlergruß gezeigt hatte, nachdem Cantona vom Schiedsrichter vom Platz gestellt worden war. Er entkam knapp einer zweiwöchigen Gefängnisstrafe und wurde von der Football Association und der FIFA weltweit für acht Monate gesperrt. In einem Interview bereute er, nicht härter zugetreten zu haben.
Während der Viertelfinalpartie der Beachsoccer-Europameisterschaft Ende Mai 2009 zwischen der Schweiz und Frankreich kam es zu einem Disput zwischen Cantona und dem Betreuer der Schweizer Mannschaft, dem ehemaligen Schweizer Nationaltorwart Jörg Stiel. Laut Cantona beschimpfte Stiel einen seiner Spieler als „schwarze Sau“. Nach einem kurzen Wortgefecht schlug Cantona dem Schweizer ins Gesicht.

### Boykottaktion gegen Banken
Für Aufsehen sorgte Cantona auch im November 2010 durch seine Unterstützung der Internet-Aktion bankrun2010.com. In diesem Zusammenhang forderte er die Bürger dazu auf, am 7. Dezember 2010 sämtliches Geld von ihren Bankkonten abzuheben. Dadurch sollte das Finanzsystem zum Zusammenbruch gebracht werden.

## Dokumentation
Éric Cantona war Moderator einer Filmdokumentation, die 2012 mit dem Namen Rebellen am Ball bei Arte ausgestrahlt wurde. Um 2015 wurde Cantona bei Arte Tracks portraitiert.

## Privates
Cantona heiratete 1987 Isabelle Ferrer, die Schwester seines Mannschaftskameraden Bernard Ferrer. Das Paar hat zwei Kinder und ließ sich 2003 scheiden. Bei den Dreharbeiten zum Spielfilm L’Outremangeur (2003) lernte er die französische Schauspielerin Rachida Brakni kennen, die er am 16. Juni 2007 heiratete. Mit den beiden gemeinsamen Kindern Émir (* 2009) und Selma (* 2013) lebt das Ehepaar in Lissabon. Sein Bruder Joël (* 1967) war ebenfalls Profifußballspieler und Schauspieler.